# La3
La3 è stato un canale televisivo italiano multipiattaforma diretto da Fabio Rimassa ed edito da 3. La programmazione era di tipo generalista, caratterizzata dalla presenza di programmi di approfondimento, sportiva e di intrattenimento. Lo speaker di La3 era il doppiatore Guido Di Naccio. Il lancio dei canali La3 Live e La3 Sport, con la campagna "Il mondo in tasca" e il design dei due canali è di Alberto Traverso e Elena Andreoli. La TV ha conduttori e giornalisti tra i più noti di vari settori come Peppe Quintale, Justine Mattera, Rudy Smaila, Selvaggia Lucarelli, Andrea Scanzi, Francesca Barra, Giovanni Floris, Paolo Biotti, Lamberto Sposini, Massimo De Luca e Klaus Davi. Il canale La3 era trasmesso sulla piattaforma Sky Italia al numero 134.

## Storia

### 2006-2009: pay TV mobile
Nel quadro del lancio sul mercato italiano della tecnologia nota come Tivufonino (che permetteva di vedere programmi televisivi sul cellulare mediante lo standard digitale DVB-H), 3 Italia investì nella creazione di una stazione emittente dedicata esclusivamente alla distribuzione televisiva su telefoni mobili.
Nacque così la prima TV a pagamento cellulare al mondo, articolata nei canali La3 Sport (rete tematica d'argomento sportivo) e La3 Live (semi-generalista), entrambi in onda tutti i giorni 24 ore su 24. Essa riuscì ad assicurarsi l'esclusiva per il mercato italiano della trasmissione in diretta del campionato mondiale di calcio 2006, di Euro 2008, della Serie A e del motomondiale, aggiungendo inoltre alcuni film, serie TV e programmi d'intrattenimento autoprodotti.
Nel 2008 i due canali vennero unificati sotto il marchio La3.

### 2010-2012: su satellite e digitale terrestre
I bassi indici di ascolto e la repentina obsolescenza del servizio di tv digitale mobile non comportarono la fine de La3, che venne semplicemente tramutata in un comune canale televisivo: nel 2010 esso venne pertanto inserito nel bouquet di Sky Italia alla posizione 163, ove si distinse per il lancio del call game, un quiz con 14 ore di diretta giornaliera gestito attraverso telefonate, sms e videochiamate.
Nel 2011 La3 sbarcò anche sul digitale terrestre free-to-air (nel mux Rete A 2 con LCN 134) e accentuò la propria impostazione di canale semigeneralista, puntando sull'infotainment e tentando di far propri i contenuti di maggior successo diffusi via Internet: alcuni youtuber vennero chiamati a condurre o intervenire in trasmissioni autoprodotte, quali OUT fuori dal tubo, format in cui un VJ-conduttore intervistava i personaggi ritenuti più in vista della Rete in Italia, o The Hashtag Fight Show, talkshow in cui un ospite del mondo dello spettacolo dialogava e rispondeva a domande e battute inviate dagli utenti di Twitter.
In questi anni La3 mandò in onda anche web series come The Pills, Facce da scuola, Kick, Malviviendo, Prom Queen, Puzzle The Series, The Cut e Trinity.
Nel 2011 lanciò la propria app gratuita per smartphone e tablet, che permetteva di vedere il canale in streaming, unitamente a contenuti on demand.

### 2013-2014: La3 lancia HyperSync e vince il premio SMAU
La3 lancia HyperSync, un’applicazione che permette allo spettatore, attraverso il proprio dispositivo mobile, di accedere in tempo reale a contenuti esclusivi ed extra, ricevendoli in sincronia con il programma in onda.
Diventano format anche i contest basati sui contenuti generati dagli utenti, come Short Movies (una striscia quotidiana con Eva Riccobono, Myriam Catania e Luca Argentero, in cui vengono presentati cortometraggi d’autore di giovani registi emergenti) e come Selfie La Sfida, un contest che, attraverso la piattaforma sviluppata nativamente su Instagram, promuove il fenomeno dei selfie dove ragazze si sfidano a colpi di scatti tematici e condivisioni social.
In ogni puntata di Taxipopuli la giornalista Natasha Lusenti intervista un esponente di spicco del mondo della politica e della società a bordo di un taxi che percorre la città. In Reputescion, il giornalista Andrea Scanzi intervista attori, giornalisti, politici, personaggi dello spettacolo che per la prima volta vengono analizzati attraverso l’Ingegneria Reputazionale fino alla scoperta finale dell’insindacabile giudizio o votazione della Rete.
La3 è anche il canale ideatore e promotore dei Web Show Awards: un evento italiano web oriented, che ha raccolto intorno a sé milioni di consensi online. Ha raccontato il web e valorizzato i nascenti streamer (Frank Matano, Favij, theShow, Diana Del Bufalo, The Jackal, iPantellas, Zeb89...) attraverso la TV, per arrivare agli eventi live con numeri da record: in tre anni, oltre 200 000 visualizzazioni in streaming live sul canale YouTube e quasi 2 milioni di voti sul sito webshowawards.it.

### 2015-2017: i cambiamenti di La3 e chiusura del canale
La3 diventa sempre più interattiva e integrata con il mondo on-line: dai programmi dedicati alla divulgazione e all’informazione sul mondo “digital”, all’utilizzo e all’integrazione di app nei format ideati e prodotti da La3.
Ne sono alcuni esempi Life App, il programma che spiega come le app stiano cambiando la vita dei consumatori, o Supporters, un programma sul calcio raccontato direttamente dai tifosi via Skype, o DreaMarket, programma in diretta sul calciomercato, tra ospiti e tifosi sparsi in tutta Italia, che interagiscono tramite Twitter, Facebook e per la prima volta in un canale broadcast con Periscope. Deepweb che riscrive la storia, l’attualità e i falsi miti attraverso la lente d’ingrandimento del Web più oscuro, svelando verità celate, oltre la superficie del Web tradizionale, cercando risposte nella Rete. Insomnia: un’istantanea in diretta alle 24:00 in poi sul popolo della notte. Insonni consapevoli da ogni angolo del pianeta convergono tra social e nuovi media, per raccontare pensieri, paure, desideri.
Su La3 si dà visibilità ai video a 360°. Sul sito internet ufficiale viene creata la sezione La360°: una raccolta dei contenuti realizzati da La3 e una selezione di creazioni di professionisti dall'Italia e dal mondo.
Web Show Awards 2015 è stato il primo live show europeo fruibile in diretta streaming interamente a 360°.
Dal 1º marzo 2017 La3 non è più visibile sulla piattaforma Sky, rimanendo solo sul digitale terrestre fino al 1º maggio successivo, quando termina definitivamente le trasmissioni.

## Palinsesto

### Programmi
- 1000 modi per alzarsi dal divano
- 2012 Prima di morire
- 3' Talent
- Affari d'oro
- Affinities Shopping
- American Idol
- Benny Hill Show
- Beyond the rave
- Bikini Island
- Blu Blu Beach
- Body Language
- Cosa bolle in pentola?
- Crawl Space
- Deep Web
- Digital Mag
- DreaMarket by Supporters
- Elite New Face
- Extratime
- Facce da scuola
- Fashion Sisters
- Fetching
- Finché conto non ci separi
- Foodieteller
- Foodieteller - In giro per l'Italia
- Foodieteller - Home Edition
- Famiglia ExtraLarge
- Fuzoku
- Generazione S
- Glossip
- Hellevator
- Hollywood Help
- Hollywood is like high school with money
- iDance
- InCosaPossoEsserleUtile?
- Insomnia
- Ischia Global Film & Music Fest
- Is she really going out with him?
- Kaboom!
- Kick
- La3 News
- L'estetista cinica
- Life App
- Malviviendo
- Master of Magic
- Matchmaking
- Mi chiamo nerd
- Milk Tape
- Motor Cube
- MoveOn - Performing arts academy
- Music Fail
- My Surfing
- Nascar Whelen Euro Series
- Neat
- National icons
- Non solo cinema
- Obiettivo peso forma
- Out! Fuori dal Tubo
- Play Nice
- Prom Queen
- Puzzle
- Quiz Time
- RAD - Urban lifestyle
- Reputescion
- Sailing with Fruscio
- Satisfaction
- Scare Tactics
- Scherzi da paura
- Selfie, la sfida
- Selfie, la sfida - Summer Edition
- Senza Fili
- Sex: How to do everything
- Sex in the world
- Short Movies
- Smart&App
- Smart Valley
- Sportcam
- Stanza Selvaggia
- Supporters
- Taxi Populi
- Telegioco Show
- The Booth at the End
- The Byters
- The Captive
- The Cut
- The Hashtag
- The Hashtag Fight Show
- The Mercury Men
- The Pills
- Today in Replay
- Total Black Out
- Tribute Band Show
- Trinity
- Tutorial Buster
- Tuttorial
- Tuttorial Junior
- Uno di 3
- Valemont
- Viral
- Web Night Show
- Web Show Awards
- Web Show Awards Nominations
- Web Therapy
- We Press
- Welldone

### Programmi storici
- Senza Fili
- Mangio a Scrocco
- 1X3!
- 3 space
- eCube
- Il cliente ha sempre ragione
- SpoilerTV
- 3 per tutti
- Post-It
- 1, 2, 3 Cinema
- 1, 2, 3 Concerto
- 1, 2, 3 Corto
- 3diesis
- Tutti i gol minuto per minuto
- Italian Job
- 3 Loft
- Desert Logic
- Extratime
- Footbrasil
- Poker After Dark
- Serie A Preview Show
- The Byters
- Wrestling WWE Afterburn
- Wrestling WWE Bottom Line
- WWE Bottomline
- Well Done

## Principali conduttori di La3
- Andrea Scanzi
- Lisa Dalla Via
- Ciccio Valenti
- Selvaggia Lucarelli
- Fabio De Vivo
- Paolo Biotti
- Gianpaolo Simonelli
- Alice Balossi
- Carlo Spinelli
- Marco Lucchinelli
- Alex Caffi
- Giovanni Terzi
- Chiara Losh
- Silvia Martino
- Frank Matano
- Jacopo Morini
- Gianpaolo Gambi
- Peppe Quintale
- Pippo Lorusso
- Natascha Lusenti
- Giulia Salvi
- Margherita Zanatta
- Alberto 'Pernazza' Argentesi
- Alessio Jacona
- Roberta Mancino
- Alessandro Rimassa
- Silvia Vianello
- Francesca Barra
- Petra Loreggian
- Justine Mattera
- Rudy Smaila
- Valeria Barreca
- Andrea Casta
- Andrea Ferrario
- Walter Leonardi
- Luca Ciancia
- Marco Pezza
- Elisa Sciuto
- Marcello Signore
- Duccio Del Lungo

## Autori
- Luca Barbareschi
- Beppe Quintale
- Paolo Biotti
- Jocelyn
- Klaus Davi

## Share 24h* di La3[5]
|      | Gennaio | Febbraio | Marzo | Aprile | Maggio | Giugno | Luglio | Agosto | Settembre | Ottobre | Novembre | Dicembre | Media anno |
| ---- | ------- | -------- | ----- | ------ | ------ | ------ | ------ | ------ | --------- | ------- | -------- | -------- | ---------- |
| 2013 |         |          |       |        |        | 0,02%  | 0,02%  | 0,01%  | 0,01%     | 0,01%   | 0,02%    | 0,02%    |            |
| 2014 | 0,02%   | 0,02%    | 0,02% | 0,04%  | 0,04%  | 0,04%  | 0,04%  | 0,04%  | 0,04%     | 0,04%   | 0,03%    | 0,03%    |            |
| 2015 | 0,01%   | 0,01%    | 0,01% | 0,01%  | 0,01%  | 0,01%  | -      | -      | -         | -       | -        | -        |            |
| 2016 | -       | -        | -     | -      | 0,00%  | 0,00%  | 0,00%  | 0,00%  | 0,00%     | 0,00%   | 0,00%    | 0,00%    | 0,00%      |
| 2017 | 0,00%   | N.R.     | N.R.  | N.R.   | chiuso | chiuso | chiuso | chiuso | chiuso    | chiuso  | chiuso   | chiuso   |            |

*Giorno medio mensile su target individui 4+

## Loghi

Logo di La3 utilizzato dal 2007 al 31 marzo 2011.
Logo di La3 utilizzato dal 1º aprile 2011 al 22 gennaio 2012.
Logo di La3 utilizzato dal 23 gennaio 2012 al 1º maggio 2017.